# Mauri José Torres Duarte
Mauri José Torres Duarte (Guararema, 29 de abril de 1950), é um político brasileiro. Foi deputado estadual em Minas Gerais de 1991 até 2011, quando foi nomeado conselheiro do Tribunal de Contas do Estado de Minas Gerais.